# Euproctis indecora
Euproctis indecora är en fjärilsart som beskrevs av Walker 1865. Euproctis indecora ingår i släktet Euproctis och familjen tofsspinnare. Inga underarter finns listade i Catalogue of Life.